# ده‌نو (ششتمد)
دهنو سلیم آباد، روستایی است از توابع بخش مرکزی و در شهرستان ششتمد استان خراسان رضوی ایران.
روستای دهنو سلیم آباد واقع در ۹۵ کیلومتری جنوب شرق شهرستان ششتمد و ۴۵ کیلومتری شمال شهرستان برداسکن می‌باشد، این روستا در واقع روستای مرزی شهرستان ششتمد و برداسکن می‌باشد. روستایی بسیار زیبا و مردمی میهمان نواز و خونگرم اما محروم می‌باشد جمعیت روستا حدود ۲۳۱خانوار و ۸۰۸نفر طبق اعلام مرکز آمار ایران در سال ۱۳۹۰ برآورد شده است شغل اکتر مردم این روستا کشاورزی و دامداری است محصولات معروف روستا عبارت اند از زعغران- گندم - جو - هندوانه دیمه و یک سری حبوبات و غلات، علت نام‌گزاری روستا به این خاطر است که قبلاً در نزدیکی دهنو روستای اولیه ای به نام سلیم آباد بوده که هم‌اکنون ویران شده و در آنجا فقط کشاورزی می‌کنند با کوچ کردن مردم به محلی که چشمه پر اب داشته و ساختن خانه‌ها ان محل به روستایی تبدیل شده که به ان ده نو یعنی ده جدید گفته می‌شده و برای اینکه با دهنوهای دیگر اشتباه نشود پسوند سلیم آباد را به ان اضافه
کرده‌اند و می‌گویند روستای دهنو سلیم آباد
روستای دهنو دارای سه تا شهید به نام شهید رمضانعلی جباری، شهید فائز طالبی مقدم و شهید غلامرضا شهسواری می‌باشد.
و همچنین از مکان‌های گردشگری روستا می‌توان به آبشار پونه اشاره کرد.

## جمعیت
این روستا در دهستان ربع شامات قرار داشته و بر اساس سرشماری سال ۱۳۸۵ جمعیت آن ۸۲۵ نفر (۲۰۳ خانوار)
بوده است.